# Lost Universe
Lost Universe (japonês: ロスト・ユニバース, Hepburn: Rosuto Yunibāsu, que literalmente significa "Universo Perdido") é uma série light novel de Ficção científica publicada entre 1992 até 2000, pelo autor japonês Hajime Kanzaka. Mais tarde foi adaptada em anime com 26 episódios que foram exibidos durante todo o verão de 1998, na TV Tokyo durante o mesmo tempo em que o anime Slayers foi uma representação do trabalho anterior de Kanzaka. Em Portugal este anime foi emitido entre os anos 2000 na RTP1 e na RTP2 com dobragem portuguesa e no Canal Panda, em espanhol latino com legendas, na Primavera de 2001 sob o título de "Universo Perdido".

## Enredo
Em Slayers, foi mencionado que os principais personagens da série que vivem em um mundo que é um dos quatro criados pela mãe de toda a criação, chamada de Senhora dos Pesadelos. Este mundo era conhecido como o Mundo Vermelho. Universo Perdido, no entanto, tem lugar em um mundo diferente, conhecido como o Mundo Negro. Considerando que os semi-deuses dos diversos mundos como Olho de Rubi Shabranigdo e a Estrela Negra Dugradigdo teve presença física nesse mundo, eles aparecem no Mundo Negro como "Naves Perdidas", naves espaciais inteligentes de origem desconhecida que têm poderes poderosos ou pouco divinos com a tecnologia mais avançada do que qualquer outro dispositivo no universo. Sua raridade e superioridade gerou sugestões de que eles tenham sido feitas por uma antiga civilização alienígena avançada ou vindo, desde o início do próprio universo. Sendo uma parte central para a trama de "Naves Perdidas" são seres inteligentes com diferentes lealdades e até mesmo a sua própria agenda. Kane Blueriver, um "contratante de problemas", herda uma "Nave Perdida" de sua avó e de lá, ele e sua ajudante Milly, juntamente com a Canal/Canary, do computador da nave, viajam para encontrar a fonte do mal que ameaça o universo.

## Mídia

### Light novels
Quando o primeiro romance de Universo Perdido foi lançado em 1992, ele teve um sucesso moderado devido em parte de Kanzaka, que já havia negociações em andamento para o anime Slayers.

### Anime
Universo Perdido teve em torno de 26 episódios, e foi confrontado com inúmeros problemas de produção. Mais notavelmente, grandes quantidades de obra-prima para os primeiros episódios foi destruída em um incêndio estúdio e teve que ser substituído rapidamente levando qualidade de bastante esboçado para esses episódios. Ele também correu em durante a crise financeira do Sudeste Asiático de 1998, que limitou severamente os orçamentos para anime em todos os estúdios. Um filme de Universo Perdido teve rumores em 1998, mas foi cancelado em favor de mais filmes Slayers.
Em Portugal foi exibido com o nome de Universo Perdido nos canais RTP1 RTP2  e no Canal Panda. Na América do Norte foi distribuído por Enoki Films, e foi originalmente licenciado para distribuição americana por ADV Films que lançou a série em ambas as fitas VHS dubladas e legendadas e um DVD bilíngue. Os direitos foram transferidos desde que Nozomi Entertainment que relançou a série completa em um novo conjunto de caixa de DVD bilíngue. No México transmitiu-se no canal Unicable e no Chile pela TVN pelo fim dos anos 90, Chilevisión e no canal ETC TV. Traduziram-se aos idiomas francês, italiano e português e foi vistos em vários muitos outros países. A dublagem em espanhol também foi vista nos Estados Unidos pelo canal Univisión e o canal Telefutura no ano de 2000. O anime é chamado de "Universe Police" na China e Hong Kong.

#### Yashigani
O 4º episódio Yashigani Hofuru (ヤシガニ屠る), literalmente. "banqueteando-se com caranguejo e coco"), que foi ao ar em 24 de Abril de 1998, foi inicialmente trabalhada por uma companhia de animação da Coreia do Sul, San Ho Studio. Eles só tinham manuais básicos dos personagens. O resultado foi tão sombrio em termos de qualidade, que mais tarde foi reformulado para os lançamentos em Laserdisc. A representação San Ho desse episódio não é mais considerado canon.